# .bv
.bv是为布韦岛而保留的互联网国家代码顶级域名，其域名注册局是Norid，但不对外开放注册。由于国际标准化组织为布韦岛这一挪威的无人居住的领土规定了ISO 3166-1 二位字母代码，而国家代码顶级域名是根据这一标准而制定的，故这一域名于1997年8月21日被写入根域名库。与此同时，斯瓦巴和扬马延获得了对应的.sj域名。因为挪威分配到的.no已经足够使用，而挪威政策规定不将域名资源商业化，所以.bv域名不开放注册。如果该域名投入使用，它将受挪威通信管理局监管，并遵循与.no相同的政策。

## 历史
布韦岛是南大西洋上一个无人居住的火山岛。1927年，挪威宣布该岛是挪威的领土。因为互联网号码分配局将国家及地区顶级域分配给所有使用ISO 3166的二位字母代码的实体，其中布韦岛（英語：Bouvet Island）被指定为BV，故按照这一标准，.bv域名与.sj域名于1997年8月21日同时分配，写入全球根域名库。
2012年3月，Norid开始与荷兰的域名注册公司SIDN进行初步合作，以研究在荷兰市场上使用.bv域名的可能性。Besloten vennootschap met beperkte aansprakelijkheid，缩写BV，是荷兰和比利时的私人有限责任公司形式，也是荷兰最常见的有限公司形式，这让.bv变得非常受欢迎。这一合作项目于2016年6月结束，当时挪威交通通信部向他们告知，根据《挪威国家代码顶级域名管理条例》（Regulation Concerning Domain Names Under Norwegian Country Code Top-level Domains，简称《域名管理条例》），.bv不能开放注册。
2015年6月，挪威计算机科学家哈肯·维姆·莱和社会主义左翼党提议启用.bv域名和.sj域名，并向挪威的公共部门和组织和一些个人提供，以用于存储数据并安全地表达言论，而不必担心安全问题。该提议旨在保护挪威当局和外国持不同政见者免受监视。

## 政策
.bv域名的注册局是位于挪威特隆赫姆的Norid，它也是.no和.sj域名的注册商。 Norid是Uninett持有的一家有限公司，而后者则归挪威教育和研究部所有。在法律上，该域名的管理权基于两方面，一方面是与互联网号码分配机构达成的协议，另一方面是由位于挪威利勒桑的挪威通信管理局监管的《电信法》规定。
.bv受《域名管理条例》的监管。该条例亦对挪威.no和.sj两个顶级域名实行监管。如果.bv后来开始使用，其监管政策将会与目前.no相关的政策相同。虽然该域名仍被保留，且未来可能使用，但对于那些与斯瓦巴和扬马延有联系的组织和个人来说，挪威分配到的.no已经足够使用；而对.sj和.bv这两个未使用的顶级域名进行商业化，与挪威的政策相矛盾，故挪威暂时没有计划开放该域名的注册。